# Puyo Puyo Champions
Puyo Puyo Champions (Puyo Puyo eSports (ぷよぷよeスポーツ) no Japão), é um jogo eletrônico de quebra-cabeça desenvolvido e publicado pela Sega para o Nintendo Switch, Xbox One, PlayStation 4, e em 2019 para Microsoft Windows (por meio da plataforma Steam).
Lançado originalmente no Japão com o nome de Puyo Puyo eSports, o jogo foi localizado para lançamento internacional em 2019 com o nome de Puyo Puyo Champions. Tal como acontece com Puyo Puyo Tetris, o lançamento internacional apresenta vozes de personagens ingleses, permitindo ao jogador mudar entre o japonês original e as vozes localizadas em inglês; a interface do jogo também está disponível em francês, alemão, italiano, espanhol, chinês tradicional, chinês simplificado e coreano.

## Mecânica e modos
O jogo apresenta duas mecânicas de jogo separadas com base nos seguintes jogos anteriores:
- Puyo Puyo Tsu
- Puyo Puyo Fever

Os modos de jogo disponíveis incluem:
- Multijogador, o foco principal do jogo; pode ser jogado localmente no mesmo dispositivo ou via LAN, ou com outros jogadores online, casualmente ou competitivamente
- Torneio, um modo multijogador local para até oito jogadores, com um torneio de eliminação única
- Lições, um modo para um único jogador para aprender o básico do jogo e treinar
- Desafios, o único outro modo para um jogador disponível, principalmente para testar as habilidades e habilidades dos jogadores

Como seu nome original em japonês indica, este jogo é voltado para esportes eletrônicos e, portanto, concentra-se no multijogador competitivo, por isso não possui a campanha para um jogador destacada nos jogos anteriores.
Puyo Puyo Champions também apresenta 24 personagens jogáveis, completos com seu próprio comportamento de IA distinto e padrão de queda de febre, embora alguns desses personagens simplesmente reutilizem a IA existente de personagens que não aparecem no jogo como jogáveis. Esses personagens incluem favoritos dos fãs da série de jogos Compile original, como Arle e Dark Prince, bem como personagens mais recentes, como Ally, que estreou no jogo Puyo Puyo Chronicle apenas no Japão para Nintendo 3DS. A atualização 2.02, lançada em 24 de agosto de 2020, adicionou dois personagens ocultos, Rafisol e Paprisu, que devem ser desbloqueados inserindo combinações específicas de botões.
O jogo também permite que os jogadores personalizem sua imagem de perfil no jogo, com mais de uma centena de personagens para escolher tanto da série principal do jogo quanto de Puyopuyo!! Quest, bem como uma seleção de planos de fundo e bordas, todos os quais parecem ter sido herdados de Puyopuyo!! Quest.

## Recepção
O jogo recebeu críticas em sua maioria favoráveis. A versão Nintendo Switch recebeu uma pontuação de 74/100 no Metacritic, com base em 10 análises, enquanto que a versão PlayStation 4 recebeu uma pontuação de 74/100, com base em 4 análises.
Nintendo Life diz que Puyo Puyo Champions habilmente cobre o essencial da série com um ótimo preço, deixando uma pontuação de 80/100.